# فروتيتانيوم

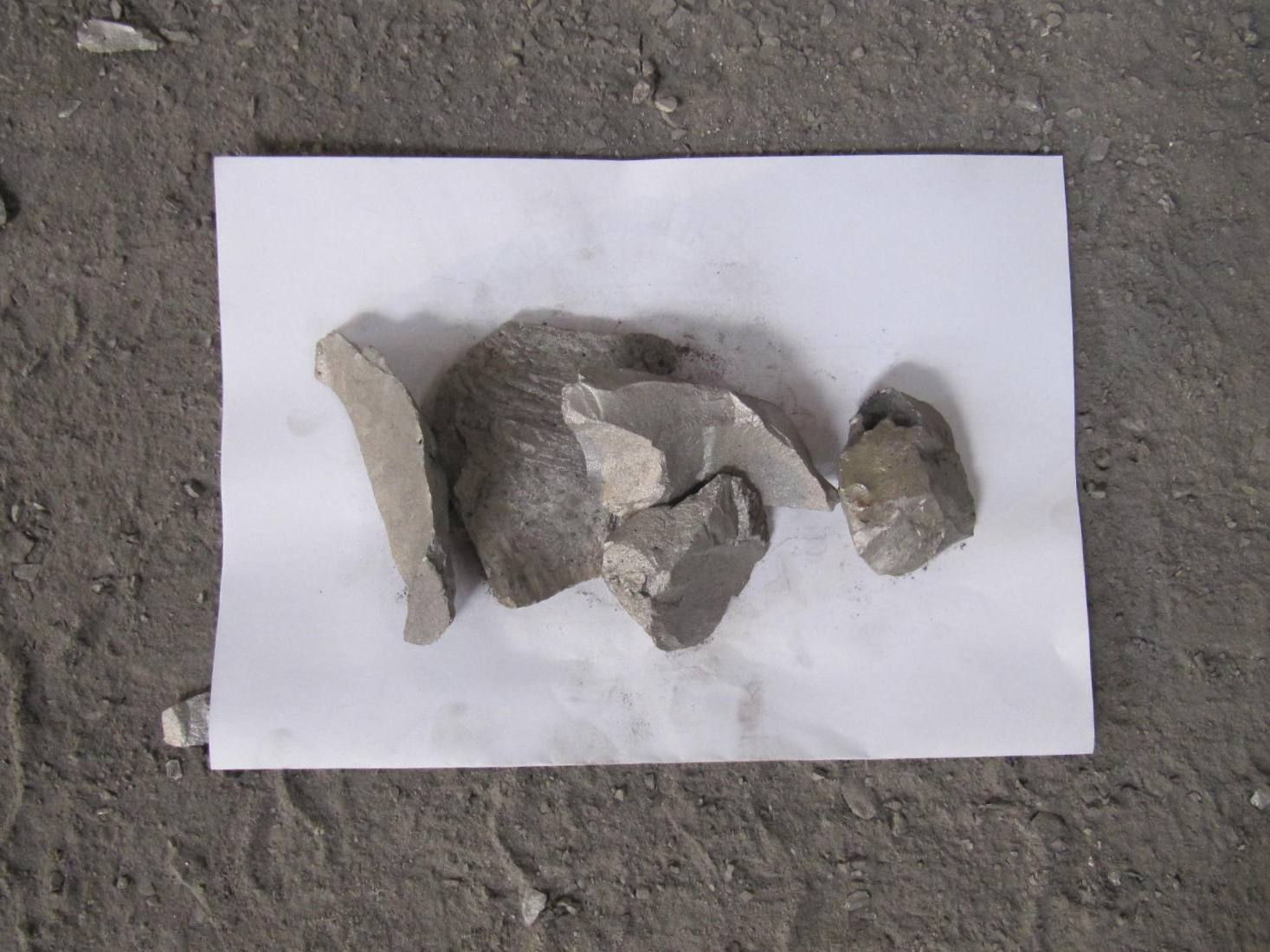
قطع من سبيكة فرّوتيتانيوم

فرّوتيتانيوم هي سبيكة تصنف ضمن أنواع السبائك الحديدية، وهي مؤلفة من عنصري الحديد والتيتانيوم، وتتراوح فيها نسبة الحديد بين 10–20%، في حين تتراوح نسبة التيتانيوم بين 45–75%، مع وجود نسبة صغيرة أحياناً من الكربون.
يمكن الحصول على سبيكة فروتيتانيوم من مزج التيتانيوم الإسفنجي مع قطع من حديد الصب وصهر المزيج في فرن حث كهربائي.